# Річард I (герцог Нормандії)
Річард I (*Richard Sans-Peur 28 серпня 933  —20 листопада 996) — 1-й герцог Нормандії у 943—996 роках.

## Життєпис
Був сином Вільгельма I, графа Руана, та Спроти Бретонської. Через деякий час Річарда відправлено до Байє, де той став номінальним намісником. Після вбивства у 942 році батька малолітнього Річарда було оголошено новим графом Руану.
В свою чергу Людовик IV Заморський, король франків, рушив до Руану, намагаючись захопити Нормандію замість Річарда I. Він відвіз останнього до свого двору, помістивши під фактичний арешт у місті Лан, після чого став прагнути до повного підпорядкування Нормандії. Але невдовзі Річард втік за допомогою низки франків та норманів.
Нормани розділилися, почалася боротьба баронів: нормандської та профранкської партій. Король і Гуго Паризький, якому була обіцяна частина Нормандії, вступили в неї, але на допомогу нормандській партії прийшов данський король Гаральд Синьозубий. Людовик IV зазнав поразки й потрапив у полон до норманів. За умовами угоди франкський король визнав самостійність Нормандії, надав Річарду I титул герцога.
947 року між Нормандією і франками знову почалися протиріччя, оскільки Людовик IV був наляканий заручинами герцога Річарда з дочкою Гуго Паризького. Король закликав Оттона I, короля Східно-Франкського королівства, та Арнульфа I, графа Фландрії. Втім Річард I відбив напад на Руан, а потім завдав ворогам поразки у битві при Амьєні.
Відносини між Нормандією і королівською владою залишалися ворожими і при новому королі — Лотарі, що посів трон 954 року. Останній також воював з Річардом I, який знову закликав на допомогу Гаральда Синьозубого. 955 року стає опікуном брата дружини Гуго Капета.
З метою зміцнення свого становища в Нормандії усіляко підтримував католицьку церкву. У 960 році за власні кошти відновив Фонтенельське абатство, згодом Мон-Сен-Мішель. У Фекамі, де народився, створює власну резиденцію.
962 року біля Руану було переможено Тібо I, графа Блуа, що атакував норманські володіння за намовою Лотаря III. Зрештою у 969 році було укладено новий мирний договір. При цьому частина норманів, що прийшли з Гаральдом, залишилася в Нормандії і хрестилася. З 985 році розпочав політику відновлення церковної ієрархії в Нормандії, яку було завершено до 990 року.
Вступ на королівський престол Гуго Капета, графа Паризького, швагра Річарда I, у 987 році змінив на краще відносини між королем і Нормандією. Річард I помер в 996 році, призначивши своїм спадкоємцем сина Річарда.

## Родина
1. Дружина — Емма, донька Гуго Великого, графа Парижу, Орлеану, герцога Аквітанії
дітей не було
2. Дружина — Гуннора, донька Хербаста де Крепона, володаря Байє. Була коханкою за життя першої дружини, після смерті Емми Паризької було оформлено церковний шлюб.
Діти:
- Річард (960/963—1026), герцог Нормандії у 996—1026 роках
- Можер (д/н-1035), граф де Мортен, граф де Корбей,
- Робер (д/н-1037), архієпископ Руану у 989—1037 роках, граф д'Евре,
- Гедвига (Хафіза) (д/н-1034), дружина Жоффруа I, графа де Ренн, герцога Бретані,
- Беатріс (д/н-1015), дружина Ебля I, віконта де Тюренн,
- Емма (985—1052), дружина: 1) Етельреда II Нерозумного, короля Англії; 2) Кнуда Великого, короля Данії, Англії та Норвегії
- Оріелда (963—1031), дружина Фулька де Жернанвіля
- Матильда (д/н-1004/1005), дружина Еда II, граф де Блуа і Шартр

3. Коханки: Діти:
- Жоффруа (953—1015), граф де Бріон, граф д'Е
- Вільгельм (972—1057/1058), граф д'Е,
- Фразенда, дружина Танкреда д'Отвіля
- Моріелла, дружина Танкреда д'Отвіля
- Папія, дружина Жоффруа де Сен-Валері